# Управление особых отделов
Управление особых отделов (УОО):
1. Центральный орган военной контрразведки СССР в 1941—1943 гг. Входило в состав НКВД. Создано 17 июля 1941 года на базе 3-го Управления НКО СССР и 3-го отдела НКВД СССР. В феврале 1942 года в его состав вошло также 3-е Управление Наркомата ВМФ. В апреле 1943 года УОО было разделено на ГУКР СМЕРШ НКО, УКР СМЕРШ НК ВМФ и ОКР СМЕРШ НКВД.
2. Орган военной контрразведки КГБ СССР при ГСВГ, Дальневосточном ВО, а также при созданных в 1970-х — 1980-х главных командованиях направлений. При остальных округах, группах войск и флотах действовали Особые отделы.
3. Управление военной контрразведки ФСБ РФ, управляющий орган военной контрразведки в РФ.
4. Восьмое управление Генерального штаба Вооружённых Сил Российской Федерации, сотрудники являются должностными лицами Управления военной контрразведки ФСБ РФ. Восьмое управление Генерального штаба является высшей властью всех восьмых (особых) отделов, отрядов в Вооружённых Силах Российской Федерации.